# La Boissière-de-Montaigu

La Boissière-de-Montaigu este o comună în departamentul Vendée, Franța. În 2009 avea o populație de 2,028 de locuitori.